# Heinrich Georges
Heinrich Georges (* 3. Juni 1852 in Gotha; † 8. oder 12. August 1921 ebenda) war ein deutscher Klassischer Philologe und Bibliothekar.

## Leben
Heinrich Georges, der jüngere Sohn des Klassischen Philologen und Gymnasiallehrers Karl Ernst Georges und der Wilhelmine Caroline geb. Hunnius (1815–1886), studierte ab dem Sommersemester 1871 Klassische Philologie an der Georg-August-Universität Göttingen. Ab 1874 arbeitete er als Hilfsarbeiter an der Herzoglichen Bibliothek Gotha. Nach seiner Promotion zum Dr. phil. an der Universität Leipzig (21. August 1877) wurde er 1879 in Gotha zum hauptamtlichen Bibliothekar ernannt. Gleichzeitig übernahm er die Leitung des Herzoglichen Haus- und Staatsarchivs. 1899 wurde er zum Stellvertreter des Bibliotheksdirektors Rudolf Ehwald ernannt.
Für seine Arbeit als Bibliothekar und Archivar erhielt Georges reiche Anerkennung. Er wurde 1889 zum Mitglied der Akademie gemeinnütziger Wissenschaften zu Erfurt gewählt und erhielt den Professorentitel. In seiner eigenen wissenschaftlichen Arbeit konzentrierte er sich ganz auf die lateinische Lexikografie: Er überarbeitete den lateinisch-deutschen Teil des Ausführlichen lateinisch-deutschen und deutsch-lateinischen Handwörterbuchs seines Vaters, dessen neue Auflage 1913 erschien und noch lange nach seinem Tod unverändert nachgedruckt wurde. Außerdem setzte er das Kleine Handwörterbuch seines Vaters fort.

## Schriften
- De elocutione M. Velleii Paterculi. Leipzig 1877 (Dissertation)

## Herausgeber
- Karl Ernst Georges: Kleines deutsch-lateinisches Handwörterbuch. 6. Auflage. Hannover/Leipzig 1897–1898; 7., verbesserte und vermehrte Auflage ebenda 1910.
  - Thomas Baier (Hrsg.): Der Neue Georges. Kleines deutsch-lateinisches Handwörterbuch von Karl-Ernst Georges. Bearbeitet von Jochen Schultheiß. Darmstadt 2017.
- Karl Ernst Georges: Kleines lateinisch-deutsches und deutsch-lateinisches Handwörterbuch. Lateinisch-deutscher Teil. 9., verbesserte und vermehrte Auflage. Hannover/Leipzig 1909; zahlreiche Neudrucke.
- Karl Ernst Georges: Ausführliches lateinisch-deutsches Handwörterbuch. 8., verbesserte und vermehrte Auflage. Hannover 1913–1918.